# Черноус, Екатерина Николаевна
Екатери́на Никола́евна Черноу́с (в девичестве Ильина́; 19 ноября 1919, Надеждинск, Верхотурский уезд, Екатеринбургская губерния — 19 октября 2010, Екатеринбург) — советская лыжница и легкоатлетка, выступавшая на всесоюзном уровне в 1930-х и 1940-х годах. Бронзовая призёрка чемпионата СССР по лыжным гонкам, многократная победительница и призёрка первенств центрального совета спортивного общества «Металлург востока», мастер спорта СССР по лыжному спорту и лёгкой атлетике. В течение многих лет работала инструктором и преподавателем Уральского государственного технического университета.

## Биография
Родилась 19 ноября 1919 года в городе Надеждинске Верхотурского уезда Екатеринбургской губернии (ныне — город Серов Свердловской области).
Усиленно заниматься спортом начала ещё во время учёбы в школе, в детстве неоднократно побеждала на городских соревнованиях по лёгкой атлетике и лыжным гонкам. После девяти классов школы трудоустроилась на местном металлургическом заводе инструктором по физической культуре, присоединилась к добровольному спортивному обществу «Металлург востока».
Первого серьёзного спортивного успеха добилась в сезоне 1935 года, когда в прыжках в длину одержала победу на первенстве центрального совета своего спортивного общества — впоследствии неоднократно повторяла это достижение в разных других легкоатлетических дисциплинах, в том числе в беге на 80 метров с барьерами и эстафетном беге 4 × 100 метров. В 1939 году повышала квалификацию в Горьковской одногодичной школе инструкторов физкультуры при ВЦСПС, затем пошла работать инструктором в Уральский индустриальный институт имени С. М. Кирова, при этом продолжала регулярно участвовать в соревнованиях и в 1940 году выполнила норматив мастера спорта СССР по лёгкой атлетике.
Наибольшего успеха в лыжном спорте добилась в 1943 году, когда выступила на домашнем чемпионате СССР в Свердловске и в составе свердловской сборной завоевала бронзовую медаль в беге санитарных команд на 5 км. Год спустя ей было присвоено звание мастера спорта по лыжным гонкам.
Во время Великой Отечественной войны вышла замуж, родила двоих сыновей. Заочно окончила Государственный институт физической культуры имени П. Ф. Лесгафта, после чего в течение многих лет работала старшим преподавателем на кафедре физического воспитания УПИ, а также занимала должность руководителя спортивно-массовой работы на энергетическом факультете. С 1966 года находилась на должности заместителя заведующего кафедрой физвоспитания, выполняла много общественной и организаторской работы среди студентов. По достижении пенсионного возраста продолжила работать в институте, была заместителем декана по воспитательной работе со студентами общежития строительного факультета. В 1986 году перешла на должность администратора легкоатлетического манежа УПИ.
Среди наград имеет в послужном списке медали «За победу над Германией в Великой Отечественной войне 1941—1945 гг.», «За доблестный труд в Великой Отечественной войне 1941—1945 гг.», «Тридцать лет Победы в Великой Отечественной войне 1941—1945 гг.», «40 лет Победы в Великой Отечественной войне 1941—1945 гг.», «50 лет Победы в Великой Отечественной войне 1941—1945 гг.», «За трудовое отличие», «Ветеран труда», «Ветеран труда УПИ». Отличник физической культуры и спорта, обладательница нагрудных знаков «Ветеран спорта РСФСР», «За долголетнюю и плодотворную деятельность по развитию физкультурного движения».
Скончалась 19 октября 2010 года в Екатеринбурге. Похоронена на Широкореченском кладбище.